# Collège de Séez
Le collège de Séez ou de Sées est un collège de l’ancienne université de Paris fondé, le 24 février 1427, par Jean Langlois, au 83, rue de la Harpe et disparu en 1763.

## Histoire
Le collège de Séez doit son origine à Grégoire Langlois, évêque de Sées, qui ordonna, par son testament en date du 13 mai 1404, la fondation de deux collèges, l’un à Paris et l’autre à Angers que, toutes ses dettes payées, d’employer les biens qui se trouveraient libres dans sa succession à l’établissement d’un collège en faveur de huit boursiers, dont quatre devaient être du diocèse de Séez et les quatre autres de l’archidiaconé de Passais, dans le diocèse du Mans. Dans ce nombre de huit étaient compris le principal et le chapelain, tous deux perpétuels et à double bourse. L’évêque de Séez devait conférer trois de ces bourses, et celle du principal, qui était double, et l’archidiacre de Passais, les trois autres bourses et l’office de chapelain, dont la bourse était pareillement double. Les exécuteurs testamentaires payèrent les dettes passives, firent le recouvrement des dettes actives ; et enfin, après trois années de peines et de soins, ils acquirent, en 1407, le terrain où est le Collège, situé rue de la Harpe, vis-à-vis Saint Côme, traversant jusqu’à la rue des Maçons ; l’année suivante ils acquirent la terre de Boudainville ; et enfin, en 1414, ils firent prendre possession aux boursiers de la maison qu’ils avoient achetée à leur intention ; ils y placèrent une bibliothèque, dont chaque écolier devait avoir une clef pour lui faciliter le travail et l’étude ; mais ce ne fut qu’en 1427 que le collège prit une forme de gouvernement.
Le 24 février 1427, son neveu exécuteur testamentaire, Jean Langlois fonda les statuts du collège. Le maitre disposait de 7 francs par semaine, le chapelain 6 francs, le procureur 6 francs, et chacun des boursiers 5 francs de bonne monnaie, le marc d’argent valant 8 livres environ. Peu de temps après, Jean Aubert, député de l’évêque de Séez et principal du collège de Laon, y joignit deux autres bourses
En 1549, Pierre Joffe légua au collège de Séez des héritages situés à Pierrefite et à Saint Denis, à la charge d’une messe basse par semaine. De 1730 à 1740, les bâtiments avaient été reconstruits en entier. Le collège cherchant à acquitter ce qu’il devait aux ouvriers, c’est encore l’évêque de Séez Jacques Lallement qui fournit aux frais en prêtant 40 000 livres au collège, dont il lui fut passé contrat de constitution au denier vingt-cinq, produisant 1 600 livres de rente, le 27 mars 1737. L’acte portait que le Collège ne paierait que 800 livres pendant trente-neuf ans, pendant que les autres 800 livres seraient mises en réserve dans un coffre. Ces 800 livres ainsi accumulées devaient former un fonds de 30 000 livres destiné à l’entretien de trois boursiers à la nomination du clergé de Séez. Une déclaration trouvée après la mort de l’évêque de Séez, et une transaction entre ses héritiers et la chambre syndicale du diocèse, firent passer la propriété de ce contrat au clergé du diocèse de Séez.
En 1763, le collège de Séez fut réuni, avec tous les autres petits collèges, à l’université de Paris. Les bâtiments à peine reconstruits en grande partie furent alors occupés par un garni, l’hôtel de Nassau, qui devint par la suite l’hôtel de Londres.